# 2006년 상하이 국제 영화제
제9회 상하이 국제 영화제는 2006년 6월 17일에 열린 시상식이다.

## 수상 및 후보

### 심사위원대상
- 천구 - 치지앤 수상

### 진주에상 작품상
- 포 미니츠 - 크리스 크라우스 수상

### 진주에상 감독상
- 번트 아웃 - Fabienne Godet 수상

### 진주에상 여우주연상
- 러브 비롱스 투 에브리원 - 엘스 도터만스 수상

### 진주에상 남우주연상
- 번트 아웃 - 올리비에 구르메 수상

### 진주에상 각본상
- 러브 비롱스 투 에브리원 - Hugo Van Laere 수상

### 진주에상 촬영상
- 대지 - Fabio Cianchetti 수상

### 진주에상 음악상
- 리버 퀸 - Karl Jenkins 수상

### 진주에상
- 내 가족에 관한 것 - 레이몬드 드 펠리타
- 루시드 - 숀 게리티
- 러브 비롱스 투 에브리원 - Hilde van Mieghem
- 위다웃 허 - Jean Beaudin
- 카페 세타레 - Saman Moghadam
- 니나의 여행 - Lena Einhorn
- 너는 내 운명 - 박진표
- 도시와 사랑 - Maria Teresa Constantini
- 대지 - 세르지오 루비니
- 리버 퀸 - 빈센트 워드
- 꿈의 상점 - 페터 우르블라
- 감각의 색 - Norman Ruiz 외
- 파품 드 라 다메 엔 노이어 - 브뤼노 포달리데
- 뮤직 박스 - Yi Fei Chen

### 아시아신인상
- 임신 36개월 - 타다노 미아코
- 아웃 오브 사이트 - Daniel Syrkin
- 득한음다 - 임자총
- 새벽 - Hamid Rahmanian
- 극동국제군사재판 - Gao Qunshu
- 성스러운 돌 - 페마 체덴
- 트러블 메이커스 - Cao Baoping
- 리빙 인 피어 - Chuyen Bui Thac
- 빅 리버 - 후나하시 아츠시
- 피터 팬의 공식 - 조창호

### 아시아신인작품상
- 리빙 인 피어 - Chuyen Bui Thac 수상

### 아시아신인감독상
- 성스러운 돌 - 페마 체덴 수상

### 아시아신인심사위원상
- 트러블메이커 - 초보평 수상

### 국제영화 파노라마
- 화이트 마사이 - 헤르민 훈트게부르스
- 게토 - Audrius Juzenas
- 내 남자의 유통기한 - 도리스 도리
- 콕 어 더들 두 - Gautam Joglekar
- 콜렉터 - Feliks Falk
- 큰 양 두 마리 - 하우 리우
- 0도 - 오미드 코슈나쟈르
- S11 - Gilbert Chan
- 퍼즐헤드 - 제이스 베이
- 아구아비바 - Ariadna Pujol
- 메이드 - 하녀의 저주 - Kelvin Tong
- 카르멘 - 마크 돈포드 메이
- 매드 핫 볼룸 - 마릴린 아그렐로
- 룩 보스 웨이즈 - 사라 와트
- 침묵의 신부 - 탄 기아 도안 외1명
- 아 마키나 - Joso Faloso
- 보이지 않는 물결 - 펜엑 라타나루앙
- 윙키의 말 - Mischa Kamp
- 고 엣세베스테 - Telmo Esnal
- HOW THE GARCIA GIRLS SPENT THEIR SUMMER - Georgina Garcia Reidel
- 인어공주와 구두 - Robin Lee
- 콜드 건 1941 - 이강생
- 소울 메이트(인도네시아어판) - Sekar Ayu Asmara
- 프로즌 데이스 - 대니 레너
- 인 태행산 마운틴 - Chen Jian
- 미스터 양 아내 찾다 - Feng Haitao
- 월레스와 그로밋 - 거대 토끼의 저주 - 닉 파크 외
- 시선 - 세피데 파르시
- 페드 업! - 페터 심
- 워리어 - Fu Yan
- B형 남자친구 - 최석원
- 센츄리 오브 라이트 앤 샤도우 - Wang Yiyan
- 골든 타임즈 - Liu Junyi
- 파이널 컨트랙트 - Axel Sand
- 사이공 러브 스토리 - Ringo Le
- 캔 콜렉터 - Tiago Arakilian Affonso
- 카디아 - Su Rynard
- 광식이 동생 광태 - 김현석
- 가족(영어판) - 루이즈 아샹보
- 쓰리 달라스 - Robert Connolly
- 다이 래핑 - Robert Morin
- 폴 인 더 딥 마운틴 - Shi Fenghe
- 오 킬로미터 - Shi Fenghe
- 다시 한번 사랑한다 말해줘 - 여위국
- 다운 인 더 밸리 - 데이빗 제이콥슨
- 눈 덮인 산의 벙어리 소녀 - Han Zhijun
- 렌 창 시아 - Jiangbo Song
- 아임 솔저 - Ke Cheng
- 러브 인 더 이어 오브 더 타이거 - 야첵 브롬스키
- 오리엔탈 글라디에이터 - Lee Zoo Ho 외
- 난 바보가 아냐 2 - 잭 네오
- 테일스 오브 더 랫 핑크 - Ron Mann
- 스틸 토즈 - 마크 애덤
- 세 사람의 겨울 - Zhang Yifei
- 브리밍 스프링 돈 인 치아강 - He Wenliang
- 마치 - A. Zan
- 럭키 - 노 타임 포 러브 - Vinay Sapru 외
- 파헬리 - Amol Palekar
- 스노우 케이크 - 마크 에반스
- 아이스 오브 더 헤븐 - Zhang Hua
- 반갑지 않은 사람 - 크지쉬토프 자누쉬
- 활 - 김기덕
- 해리의 딸들 - Richard Hobert
- 태풍태양 - 정재은
- 댄서의 순정 - 박영훈
- 첼로 - 홍미주 일가 살인사건 - 이우철
- 친절한 금자씨 - 박찬욱
- 내 생애 가장 아름다운 일주일 - 민규동
- 데일카리언스 - Maria Blom
- 우리는 승리하리라 - Niels Arden Oplev
- 천국으로 가는 여행 - 발타자르 코루마쿠르
- 제3세대 - Chee Leong Hor
- 루앙 - 테디 소에리아트마자
- 버드 세이비어, 크라우즈 앤 윈드 - Istvan Szaladyak
- 시스터즈 - 아서 알랜 세이들먼
- 리틀 피쉬 - Rowan Woods
- 헤이팅 앨리슨 애슐리 - Geoff Bennett
- 러브 - Chunlan Guang
- DING JUN SHAN - 안전군
- 엠퍼리얼 닥터 - Zhaowei Zhu 외
- 풀 문 오버 리앙조우 - Xingjun Wang
- 애니멀 - 로셀린 보스크
- 조니의 약속 - 안와르 조코
- 퍼햅스 러브 - 진가신
- 유 앤 미 - Liwen Ma
- 디그너티 - Xia Yong
- 히비 - 타카하시 반메이
- THE TURPAN LOVE SONG - Jin Lini 외
- 사가현의 대단한 할머니 - Hitoshi Kurauchi
- 세콘다 노테 디 노쩨 - 푸피 아바티
- 청취 - Giacomo Martelli
- 유 머스트 비 더 울프 - Vittorio Moroni
- SORRY YOU CAN'T GET THROUGH - Luca Miniero
- 디센트 - 닐 마샬
- 라벤더의 연인들 - 찰스 댄스
- 우먼 인 윈터 - 리처드 잡슨
- 온 어 클리어 데이 - 게비 델랄
- 삶의 한 방식 - 엠마 아산테
- 슈팅 독스 - 마이클 카튼-존스
- 태양 없는 도시 - Sergei Potemkin
- 그린하우스 이펙트 - Valeriy Ahadov
- 스키 점핑 페어 - 2006 토리노로 가는 길 - 고바야시 마사키
- 아메리칸 히스토리 X - 토니 케이
- 25시 - 스파이크 리
- 파이트 클럽 - 데이빗 핀처
- 험 덤 - Kushan Nandy
- 집들이 - Brigitte Rouean
- 시험 - Jian Pu
- 마하 2.6 - 풀 스피드 - 제라르 삐레
- 씨 인사이드 - 알레한드로 아메나바르
- 7번째 날 - 카를로스 사우라
- 나를 잊지 말아요 - Patricia Ferreira
- 오텀 포 구오구오 - Tang Dan
- GREENGAGE - Wang Guoxian
- 저주 - 이홍
- 신화 - 진시황릉의 비밀 - 당계례
- 엔드레스 러브 - Jian Chen
- 셔틀 오브 하트 - Ling Yun
- 뻔뻔한 딕 & 제인 - 딘 패리소트
- 자투라 - 스페이스 어드벤쳐 - 존 파브로
- 롱기스트 야드 - 피터 시걸
- 카사노바 - 라세 할스트롬
- 신데렐라 맨 - 론 하워드
- 치킨 리틀 - 마크 딘달
- 신부 - Pantelis Voulgaris
- 투사부일체 - 김동원
- 트레일 - Eric Valli
- 미남이시네요 - 이사벨 머걸트
- 선라이즈, 선셋 - Wenji Teng
- 주앙주앙 - Tong Xie
- 정전대성 - 유진위
- 아이노아 - Marco Kalantari
- 러브 인 마카우 - Chen Yifeng
- 애프터 더 트래제디 - Lini Jin
- 인 더 블루 - Weidong Yuan
- 플라잉 대거 - Da Lao 외
- 아스피린 - Po Yan
- 이사벨라 - 펑하오샹
- 천생일대 - 나영창
- 이른 여름 - Zhu Feng
- 러브 오브 리드 캣킨스 - Xin Zhang
- 실버 오너먼츠 - Jian-zhong Huang
- 계약 연애 - 루쉐창
- 이온 플럭스 - 캐린 쿠사마
- 내니 맥피 - 우리 유모는 마법사 - 커크 존스
- 엘리자베스타운 - 카메론 크로우
- 오만과 편견 - 조 라이트
- 트윈 대거 - Kuihou Chen
- 플립 - Shuangjiu Xie
- 갱스터 초치 - 게이빈 후드
- 빅 마마 하우스 2 - 근무 중 이상무 - 존 화이트셀
- 앙코르 - 제임스 맨골드
- 엑스맨 - 최후의 전쟁 - 브렛 래트너
- WHERE IS MAMA'S BOY - 정위문
- CRAZY MIND